# Пиквик (језеро)
Пиквик (енгл. Pickwick Lake) је вештачко језеро у Сједињеним Америчким Државама. Налази се на територији америчких савезних држава Алабама и Мисисипи. Површина језера износи 174 km².